# Karel Třešňák (kanoista)
Karel Třešňák (* 21. února 1949 Karlovy Vary) je bývalý československý vodní slalomář a sjezdař, kanoista závodící v kategorii C1. Po své emigraci se usídlil na Havaji, kde se stal úspěšným závodníkem, trenérem a výrobcem kánoí pro tradiční vytrvalostní závody.

## Dětství a počátky sportovní kariéry
Otec Karla Třešňáka byl automobilovým závodníkem, matka působila jako rozhodčí při závodech v alpském lyžování. Malého Karla i bratra Mirka brali rodiče na lyžařské závody s sebou, prvním Karlovým sportem se tak stalo lyžování. V kategorii mladších žáků se stal okresním přeborníkem v běhu na lyžích. Za domem, kde s rodiči bydlel, si také s kluky ze sousedství postavili cyklokrosovou trať, hrávali tu fotbal a v zimě hokej.
Ke kanoistice se dostal díky škole. Tři kantoři, ve volném čase vodáci, založili vodácký kroužek a Karel, tehdy v páté třídě, byl jedním z prvních, kdo se do něj přihlásil. Jeho první lodí byl kajak, který vyrobil společně s otcem. Po pár letech se přihlásil do Rudé hvězdy a začal jezdit na kánoi. V roce 1967 získal na mistrovství republiky stříbrnou medaili ve slalomu a bronzovou ve sjezdu a byl zařazen do seniorského reprezentačního družstva.

## Reprezentační kariéra
V roce 1968 vyjel poprvé reprezentovat Československo do zahraničí, do francouzského Bourgu. Spolu s Petrem Sodomkou a Antonínem Trmalem vyjeli na první seznámení s řekou Iserou. To se Třešňákovi stalo málem osudným, v dravém proudu se s lodí převrhl a už se nedokázal dostat nad hladinu. Pod hladinou zůstal tři minuty a nebýt duchaplného zásahu Sodomky, byl by tehdy utonul.
K jeho největším úspěchům na mistrovství světa ve slalomu patří stříbro z Muotathalu v roce 1973, bronz ze Spittalu v roce 1977, dvě zlaté medaile ze závodů hlídek (spolu se Sodomkou a Radilem) z let 1973 a 1975 a tři bronzové medaile ze závodů hlídek z let 1971, 1977 a 1979. Ve sjezdu pak páté místo z mistrovství světa v Meranu v roce 1971 a dvakrát stříbro v závodě hlídek v letech 1971 a 1973. Startoval také na Letních olympijských hrách 1972, kde v individuálním závodě C1 skončil na sedmém místě.

## Trenérem v Kanadě a cesta na Havaj
V roce 1978 odjel na pozvání kanadské kanoistické federace do Kanady trénovat zdejší mládež. Zde také projel soutěskou na řece Thompson zvanou Čelisti smrti (až dole na břehu se dozvěděl, že byl prvním, kdo kdy tento úsek řeky sjel). Rok nato se v kanadském Jonquière konalo mistrovství světa, kam odjel v předstihu připravit vše potřebné. Na šampionátu skončil patnáctý v individuálním závodě a třetí v hlídkách.
Po skončení mistrovství zůstal v Kanadě a ve Vancouveru se opět věnoval tréninku mládeže. Ten probíhal na řece Chocamons, nedaleko horského střediska Whistler. Zde ve stejnou dobu vedl lyžařské kurzy Toni Sailer, kterého napadlo oživit lyžařské kurzy jízdou na divoké vodě. Jedním z účastníků těchto kurzů byl předseda kanoistické federace Havajských ostrovů. Ten pozval Třešňáka na Havaj a během čtyř dnů mu vyřídil i potřebné vízum.
Na Havaji ho nejvíce uchvátily kousky, které místní předváděli na windsurfingových prknech. Aby mu vůbec doma něco „tak úžasného“ někdo věřil, natočil si je pro jistotu na kameru. Tyto záběry mu však později přinesly problémy.

## Emigrace a život v Americe
Po dvouměsíčním pobytu za oceánem se vrátil do Československa. Pár týdnů po návratu uveřejnil v časopise Stadión několik fotografii havajských surfařů a windsurfařů. Tím vyšlo najevo, že pobýval nejen v Kanadě, ale i v USA, a problém byl na světě. Chtěli mu sebrat byt, který dostal jako československý reprezentant od ČSTV a nechybělo moc aby byl označen za špióna. Zastal se ho předseda ČSTV Antonín Himl a tak to skončilo pouze vyhazovem z Dukly.
Při práci dálkově vystudoval FTVS a po ukončení studií nastoupil do ČÚV ČSTV, kde pracoval jako inspektor tréninkových středisek mládeže. Pak přišla nabídka Milana Svobody, trenéra juniorské reprezentace ČSSR, k trénování singlkanoistů. V roce 1981 se s týmem účastnil i prvního, tehdy ještě neoficiálního, mistrovství Evropy juniorů v rakouském Spittalu (českoslovenští junioři zde získali osm zlatých, šest stříbrných a jedenáct bronzových medailí).
V roce 1982 přišla nabídka z Havajských ostrovů trénovat tamní vodáky. Nakonec, opět díky Himlově přímluvě, získal povolení a i s rodinou odjel na tři roky věnovat se trenérské práci na Havaji. Když se po třech letech vrátil, byl situací v Československu rozladěn a opět začal uvažovat o cestě za oceán, tentokrát natrvalo. Podařilo se mu sehnat vízum na cestu do Jugoslávie, odkud vedla jeho cesta zpět na Havaj. Založil firmu na výrobu lodí a postupně si začal budovat klientelu a opět se začal věnovat trenérské práci.